# Astaena tomentosa
Astaena tomentosa är en skalbaggsart som beskrevs av Frey 1973. Astaena tomentosa ingår i släktet Astaena och familjen Melolonthidae. Inga underarter finns listade.